# Grönlandi dánok
Grönland dán nemzetiségű lakossága a sziget kisebbségi csoportja. Az összlakosság 11%-át teszik ki a dán nemzetiségűek, számuk kevesebb mint hat és félezer fő. Grönland többségi nemzete inuit (eszkimó), s ehhez a csoporthoz sorolják általában a dán-inuit keveredésből származó embereket is.
A sziget jelenlegi dán lakosságának zöme csak az 1990-es években vándorolt be és legtöbbjük a fővárosban, Nuukban (régi dán nevén Godthåb) él. A dán bevándorlás oka az ekkoriban kezdődő gazdasági felemelkedés, a jó bérekkel járó új munkalehetőségek, továbbá Kanada és az Egyesült Államok közelsége.

## Történetük
A szigeten az első európaiak norvégiai vikingek voltak, akik a 10. és a 15. század között éltek Grönlandon. Később egyre zordabbá váló éghajlat miatt kénytelenek voltak elhagyni a szigetet.
Dánia 1721-ben vonta uralma alá a szigetet. A dán uralom ezen ideje alatt nem történt rendszerszintű betelepülés. A dánok és norvégok csupán kereskedelmi állomásokat létesítettek és a misszionáriusok térítették az inuitokat. A sziget adminisztrációjában dán nyelvet használtak, a grönlandi nyelvnek 1979-ig nem volt szerepe, annak ellenére, hogy állandó dán lakossága nem is volt ekkoriban Grönlandnak.
A grönlandi nyelv 1979-től kezdett azonos jogokat élvezni a dánnal, 2009 óta pedig már a kizárólagos hivatalos nyelv funkcióját tölti be. Ennek ellenére még mindig sok inuit ismeri és használja a dánt, továbbá a dán lakosság is kizárólag ezt használja, sőt a városi lakosság körében még mindig nagyobb a dán szerepe, mint az inuitnak.

## Híres grönlandi dánok
- Julie Berthelsen, énekesnő
- Palle Christiansen, politikus
- Laila Friis-Salling, sielő
- Jesper Grønkjær, labdarúgó
- Lars Rosing, színész
- Otto Rosin, filmrendező
- Anna Wangenheim, politikus